# Frances Claudet
Frances Claudet, född 12 april 1910, död 17 oktober 2001 i Fairfield, Connecticut var en kanadensisk idrottare som var aktiv inom konståkning under 1920-talet och 1930-talet. Hon medverkade vid det olympiska spelet i Lake Placid 1932 och kom på sjätte plats. Hon tävlade i par med Chauncey Bangs.